# Casimiro IV Jagelão da Polônia
Casimiro IV da Polônia ou Casimiro IV Jagelão Zerńi ou Casimiro Jagelão (em polaco Kazimierz Jagiellonczyk, em lituano Kazimieras Jogailaitis; Cracóvia, 30 de novembro de 1427 - 7 de junho de 1492) foi Rei da Polônia (1447-1492) e Grão-Duque da Lituânia.
Procurou preservar a união da Polônia com a Lituânia e tornou-se um dos mais destacados soberanos da história polaca.
Era o segundo filho de Ladislau II Jagelão (1348-1434) com sua quarta esposa, Zofja Holszanska. Quando seu irmão sucedeu ao pai (1434) como Ladislau III, tornou-se o herdeiro imediato.
Após o assassinato de Sigismundo, duque da Lituânia, foi levado a Vilna para governar em nome do irmão, mas os nobres lituanos o proclamaram grão-duque (1440-1492), para assim poderem separar a Lituânia da Polônia. Os laços entre os dois países foram reatados após a morte de Ladislau (1444) e os poloneses lhe entregaram o trono dois anos depois. Agindo com habilidade, o jovem soberano conseguiu impor sua autoridade nas duas terras.

## Vitória contra os cavaleiros teutônicos
Outro feito importante foi a vitória definitiva contra a Ordem Teutônica na Guerra dos Treze Anos (1454-1466), conseguindo finalmente submeter os cavaleiros teutônicos (1466) quando tomou a foz do rio Vístula, que lhe dava acesso ao mar Báltico.
Não organizou cruzadas contra os turcos, como tinha feito seu irmão, mas construiu um sistema de defesa contra as constantes agressões do grão-duque de Moscou. Falhou entretanto em não preparar a Lituânia para os ataques dos russos que se iniciariam seis anos antes de sua morte.

## Descendência

Brasão de Casimiro Jagelão

Do seu casamento com Isabel da Áustria nasceram:
- Vladislau II da Hungria (1456–1516) – rei da Boêmia e da Hungria;
- Edviges Jagelão (1457–1502), casada com o duque da Baviera, Jorge da Baviera;
- São Casimiro (1458–1484);
- João I Alberto (1459–1501) – rei da Polônia;
- Alexandre Jagelão (1461–1506) – rei da Polônia e grão-duque da Lituânia;;
- Sofía Jegelão (1464–1512), casada com Frederico I, marquês em Ansbach e de Bayreuth;
- Isabel Jagelão (1465–1466), morreu na infância;
- Sigismundo I (1467–1548) – rei da Polônia e grão-duque da Lituânia;
- Frederico Jagelão (1468–1503) – bispo de Cracóvia, arcebispo de Gniezno e primaz da Polônia;
- Isabel Jagelão (1472–1480/1481), morreu na infância;
- Ana Jagelão (1476–1503), casada com o duque da Pomerânia, Bogusław X;
- Bárbara Jagelão (1478–1534), casou-se com o duque da Saxônia, Jorge;
- Isabel Jagelão (1482–1517), casada com o duque de Legnica, Frederico II.